# Wolfe’s Pond Park

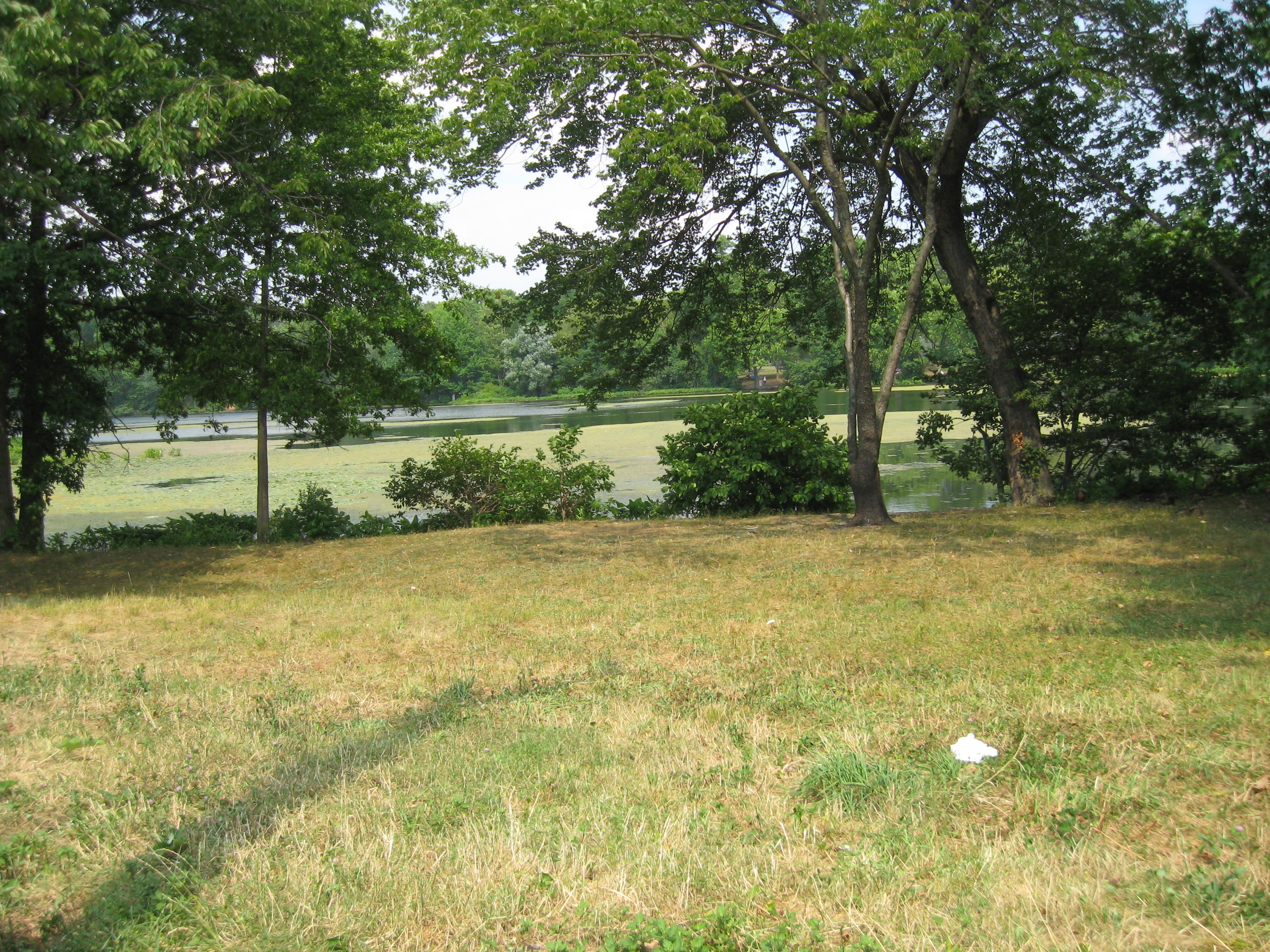
Wolfe’s Pond, ein See im Park

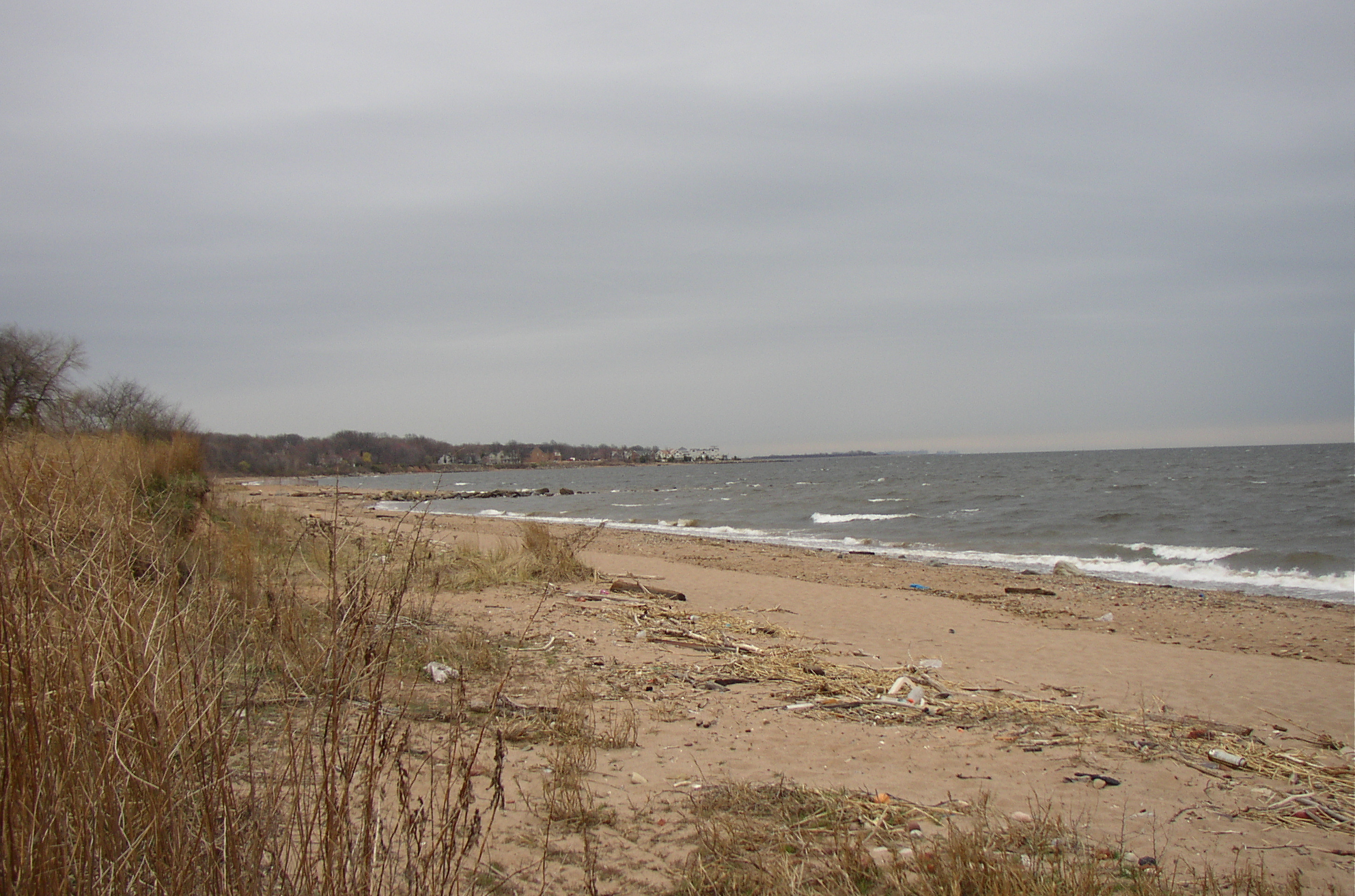
Strand an der Lower New York Bay

Wolfe’s Pond Park ist ein öffentlicher Park auf Staten Island in New York City im US-Bundesstaat New York. Unterhalten wird der Park vom New York City Department of Parks and Recreation.

## Lage
Der Park umfasst eine Fläche von etwa 1,2 Quadratkilometern und liegt an der Lower New York Bay auf der südlichen Seiten der Insel Staten Island, in einem Gebiet das South Shore genannt wird. Der Park wird im Norden von der Staten Island Railway, in Westen durch die Holten Avenue, im Süden durch die Lower New York Bay, beziehungsweise die Raritan Bay und im Osten durch die Chisolm Street, Luten Avenue und Irvington Street begrenzt. Der Hylan Boulevard führt mitten durch den Park, der Haupteingang ist die Cormalia Street, die vom Hylan Boulevard zum Parkplatz im südlichen Teil des Parks führt. Dort befinden sich weiterhin Wolfe’s Pond, ein See der fast bis an den Strand reicht, zwei Spielplätze, verschiedene Sportplätze und ein Zugang zum Strand. Der nördliche Teil des Parks ist ursprünglicher, hier befinden sich vorwiegend Wälder mit Seen. In der nordöstlichen Ecke befindet sich die Tottenville High School.

## Geschichte
Entstanden ist die Landschaft in der sich heute der Park befindet etwa vor 20.000 Jahren am Ende der letzten Eiszeit. Als das Wisconsin Eis Schild sich Richtung Süden ausgebreitet hat, hat es große Mengen von Sand, Lehm und Kies verfrachtet. Einiges von diesem Material ist noch heute am Strand im Park sichtbar. Vor etwa 6.000 Jahren siedelten amerikanische Ureinwohner im Gebiet und lebten neben dem Fischfang und der Jagd auch von Feldfrüchten wie Kürbis und Mais, die sie hier anbauten. Als die Europäer im 17. Jahrhundert hier ankamen, entwickelte sich am Südufer von Staten Island eine Industrie zum Fang und Verarbeitung von Austern, die in der Bucht in hohen Populationen vorkamen und kommerziell gefangen wurden. Weiterhin wurde hier vom Besitzer Joel Wolfe auf seinem Land Landwirtschaft betrieben. Im Jahr 1857 kaufte der Staat New York das Land, um dort eine Quarantänestation für kranke Immigranten einzurichten. Später wurde diese Einrichtung auf die künstlich angelegten Inseln Hoffman Island und Swinburne Island verlagert und das Land 1907 an einen privaten Investor verkauft. 1929 kauft die Stadt New York das Land. Zu dieser Zeit befanden sich zahlreiche Sommerhäuschen um den See. Im Jahr 1933 wurden diese Gebäude abgerissen und die Parkanlagen angelegt. Weiterhin wurde ein Damm zwischen dem Meer und dem See errichtet um Überflutungen mit Salzwasser zu verhindern. Im Jahr 1941 wollte die Stadt den Wolfe’s Pond Parkway bauen, der den Richmond Parkway mit dem Park verbinden sollte. Dieser etwa 1,6 Kilometer lange Abschnitt, den der einflussreiche Stadtplaner Robert Moses vorstellte, wurde allerdings nie gebaut. In den Karten der Region war er aber noch bis in die 1970er Jahre als in Planung eingezeichnet.

## Erreichbarkeit
Neben der Möglichkeit den Park mit dem Auto über den Hylan Boulevard zu besuchen, kann man von der Station Prince's Bay der Staten Island Railway den Park zu Fuß erreichten. Weiterhin verkehren auf dem Hylan Boulevard mehrere Buslinien.

## Trivia

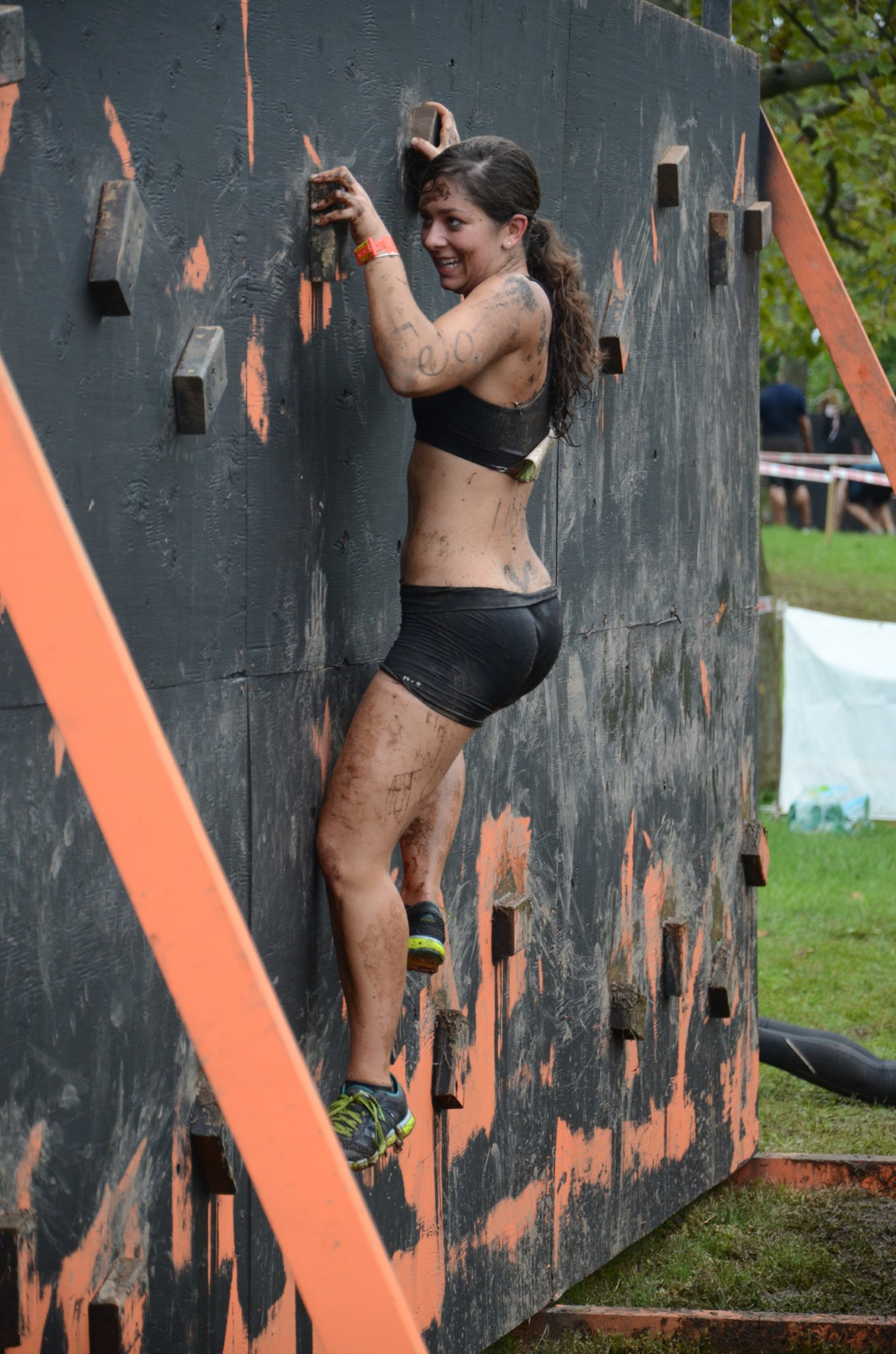
Kletterwand, eines von vielen Hindernissen beim 2011 Super Spartan Race im Park

Der Kriminelle Costabile Farace ermordete am 8. Oktober 1979 zusammen mit drei weiteren Kumpanen einen 17-jährigen Jungen und verletzte seinen 16-jährigen Freund im Park.
In den Jahren 1991 und 2011 wurde der Damm zwischen dem See und dem Meer überspült und brach. Das in den See eindringende Salzwasser tötete viele der dort beheimateten Süßwasserfische und Wasserschildkröten.
Im Jahr 2011 fand ein Super Spartan Race im Park statt. Dabei handelt es sich um einen besonderen Hindernislauf über 8 Meilen mit über 20 verschiedenen Prüfungen und Hindernissen.
Jedes Jahr am 4. Juli, dem Unabhängigkeitstag findet im Park ein Fest mit großem Feuerwerk statt, das viele Zuschauer in den Park zieht.